# Lebogang Phiri
Pour les articles homonymes, voir Phiri.
Lebogang Lelani Phiri, abrégé Lebogang Phiri, né le 9 novembre 1994 à Johannesbourg, est un footballeur international sud-africain. Il évolue au poste de milieu de terrain.

## Carrière

### En club

#### Brøndby IF
Membre de l'académie des Bidvest Wits en Afrique du Sud, Lebogang Phiri quitte son pays à 18 ans pour le Danemark où il signe un contrat de quatre ans en faveur d'un club partenaire, le Brøndby IF. Chargé de la formation côté danois, Kim Vilfort, ex-international danois vainqueur de l'Euro 1992, est charmé par ses qualités dans un rôle de 6 ou 8 au milieu. Débauché en février 2013 pour évoluer avec l'équipe U19 en prêt, il le voit rivaliser avec les membres de l'équipe première pour la saison 2013-2014.
Il débute en Superligaen, la première division locale, dès le 28 avril 2013, titulaire face à l'OB Odense (victoire 1-2) et marque 2 buts, le 16 mai 2013 face au FC Nordsjælland (victoire 4-0) puis le 20 mai, offrant la victoire 1 à 0 aux siens à Horsens,.
Sur sa lancée, il dispute un beau premier exercice d'apprentissage, saison 2013-2014 avec 21 apparitions dont 13 titularisations avant de s'imposer dans le onze des « Drengene Fra Vestegnen ». Il prend ainsi part aux deux confrontations du troisième tour préliminaire de la Ligue Europa 2014-2015. Les danois s'y font sortir par le Club Bruges de Thomas Meunier (défaite 3-0 à l'aller puis 0-2 au retour).
Ces campagnes européennes qui débutent très tôt avec les tours préliminaires posent problèmes quant à sa participation aux JO de Rio. En pleine négociation sur l'extension de son bail, son futur accord dépend de la décision de son club de le laisser prendre part ou non à son « plus grand rêve ». Il n'y participera pas, son club refusant de le libérer. Les JO ne faisant pas partie des dates désignées comme matchs internationaux par la FIFA, les clubs peuvent se permettre d'en priver les joueurs sans risquer de sanctions. Il partage cette situation avec son compatriote Andile Jali, retenu par le KV Ostende.

#### En Avant de Guingamp
Le 30 mai 2017, libre, il signe un contrat de quatre ans en faveur du club breton de l'En Avant de Guingamp. Il débute sous ses nouvelles couleurs dès l'ouverture du championnat, lors d'un déplacement au FC Metz (victoire 1-3). Titulaire à 4 reprises lors des 6 premières rencontres de championnat, il perd sa place dans le onze en septembre, Antoine Kombouaré disposant de nombreuses solutions dans ce secteur avec Lucas Deaux, Étienne Didot et Moustapha Diallo.
Relégué en Ligue 2 avec l’En Avant à l’issue de la saison 2018-2019, Phiri choisit de rester fidèle au club. Il inscrit son premier but sous les couleurs rouge et noire le 3 décembre 2019 contre le Paris FC (victoire 3-0). Il porte même le brassard à plusieurs reprises durant cette saison en l’absence de Christophe Kerbrat.

#### Expérience en Turquie puis retour en France
Libre de tout contrat, il signe au Çaykur Rizespor pour 3 saisons. En Turquie, il fait face à des problèmes d'adaptation, notamment à cause de la barrière de la langue. Il participe à 16 rencontres de Süper Lig, pour seulement 10 titularisations. Au terme de la saison, son club est relégué en deuxième division.
Ne parvenant pas à s'imposer en Turquie, il revient en France le 29 juin 2022, au Paris FC, via un prêt avec option d'achat. Gêné par les blessures, il ne parvient pas à réaliser une saison pleine, prenant part à 17 rencontres de Ligue 2, pour 11 titularisations.
Après une première partie de saison blanche en Turquie, l'En Avant Guingamp officialise son retour le 2 février 2024. Il y paraphe un contrat de 5 mois, assorti d'une année optionnelle.

### En sélection
Il honore sa première sélection avec l'Afrique du Sud le 25 mars 2015 lors d'un match amical contre l'Eswatini (victoire 1-3).
Le 22 juin 2016, il inscrit son premier but avec l'Afrique du Sud, contre l'Eswatini, lors des demi-finales de la Coupe COSAFA 2016 (victoire 5-1). Compétition qu'il remporte avec une victoire 3-2 en finale face au Botswana.

#### Buts en sélection
| N° | Date             | Lieu                                    | Adversaire | Score | Résultat | Compétition                                                      |
| -- | ---------------- | --------------------------------------- | ---------- | ----- | -------- | ---------------------------------------------------------------- |
| 1. | 22 juin 2016     | Sam Nujoma Stadium, Windhoek, Namibie   | Eswatini   | 2–1   | 5–1      | Coupe COSAFA 2016                                                |
| 2. | 17 novembre 2019 | Orlando Stadium, Soweto, Afrique du Sud | Soudan     | 1–0   | 1–0      | Qualifications à la Coupe d'Afrique des nations de football 2021 |

## Statistiques
| Saison                | Club                  | Championnat           | Championnat | Championnat | Coupe nationale | Coupe nationale | Coupe de la Ligue | Coupe de la Ligue | Compétition(s) continentale(s) | Compétition(s) continentale(s) | Compétition(s) continentale(s) | Total | Total |
| Saison                | Club                  | Division              | M.          | B.          | M.              | B.              | M.                | B.                | Comp.                          | M.                             | B.                             | M.    | B.    |
| 2012-2013             | Brøndby IF            | Superliga             | 5           | 2           | -               | -               | -                 | -                 | -                              | -                              | -                              | 5     | 2     |
| 2013-2014             | Brøndby IF            | Superliga             | 21          | 1           | -               | -               | -                 | -                 | -                              | -                              | -                              | 21    | 1     |
| 2014-2015             | Brøndby IF            | Superliga             | 30          | 1           | 3               | 1               | -                 | -                 | C3                             | 2                              | 0                              | 35    | 2     |
| 2015-2016             | Brøndby IF            | Superliga             | 28          | 3           | 4               | 0               | -                 | -                 | C3                             | 8                              | 0                              | 40    | 3     |
| 2016-2017             | Brøndby IF            | Superliga             | 34          | 1           | 3               | 0               | -                 | -                 | C3                             | 7                              | 0                              | 44    | 1     |
| Sous-total            | Sous-total            | Sous-total            | 118         | 8           | 10              | 1               | -                 | -                 | -                              | 17                             | 0                              | 145   | 9     |
| 2017-2018             | EA Guingamp           | Ligue 1               | 22          | 0           | 2               | 0               | 1                 | 0                 | -                              | -                              | -                              | 25    | 0     |
| 2018-2019             | EA Guingamp           | Ligue 1               | 24          | 0           | 2               | 0               | 5                 | 0                 | -                              | -                              | -                              | 31    | 0     |
| 2019-2020             | EA Guingamp           | Ligue 2               | 25          | 1           | -               | -               | -                 | -                 | -                              | -                              | -                              | 25    | 1     |
| 2020-2021             | EA Guingamp           | Ligue 2               | 7           | 0           | -               | -               | -                 | -                 | -                              | -                              | -                              | 7     | 0     |
| Sous-total            | Sous-total            | Sous-total            | 78          | 1           | 4               | 0               | 6                 | 0                 | -                              | -                              | -                              | 88    | 1     |
| 2021-2022             | Çaykur Rizespor       | Süper Lig             | 16          | 0           | 1               | 0               | -                 | -                 | -                              | -                              | -                              | 17    | 0     |
| 2022-2023             | Paris FC              | Ligue 2               | 17          | 0           | 2               | 0               | -                 | -                 | -                              | -                              | -                              | 19    | 0     |
| 2023-2024             | EA Guingamp           | Ligue 2               | 9           | 0           | -               | -               | -                 | -                 | -                              | -                              | -                              | 9     | 0     |
| 2024-2025             | EA Guingamp           | Ligue 2               | 16          | 0           | 2               | 0               | -                 | -                 | -                              | -                              | -                              | 18    | 0     |
| Sous-total            | Sous-total            | Sous-total            | 25          | 0           | 2               | 0               | -                 | -                 | -                              | -                              | -                              | 27    | 0     |
| Total sur la carrière | Total sur la carrière | Total sur la carrière | 254         | 9           | 19              | 1               | 6                 | 0                 | -                              | 17                             | 0                              | 296   | 10    |

## Palmarès

### En club
Formé dans son pays natale en Afrique du Sud, Lebogang Phiri débarque en Europe en signant au Brøndby IF avec qui il est vice-champion du Danemark en 2017
Parti ensuite à l'En avant de Guingamp, il est finaliste de la Coupe de la Ligue en 2019 mais s'incline en tirs au but contre le RC Strasbourg.

### En sélection
Avec l'équipe olympique d'Afrique du Sud, il remporte la Coupe COSAFA en 2016.
| Brøndby IF                                            | EA Guigamp                             | Afrique du Sud olympique          |
| ----------------------------------------------------- | -------------------------------------- | --------------------------------- |
| - Championnat du Danemark - Vice-champion : 2016-2017 | - Coupe de la Ligue - Finaliste : 2019 | - Coupe COSAFA - Vainqueur : 2016 |